# Pieśń (forma muzyczna)

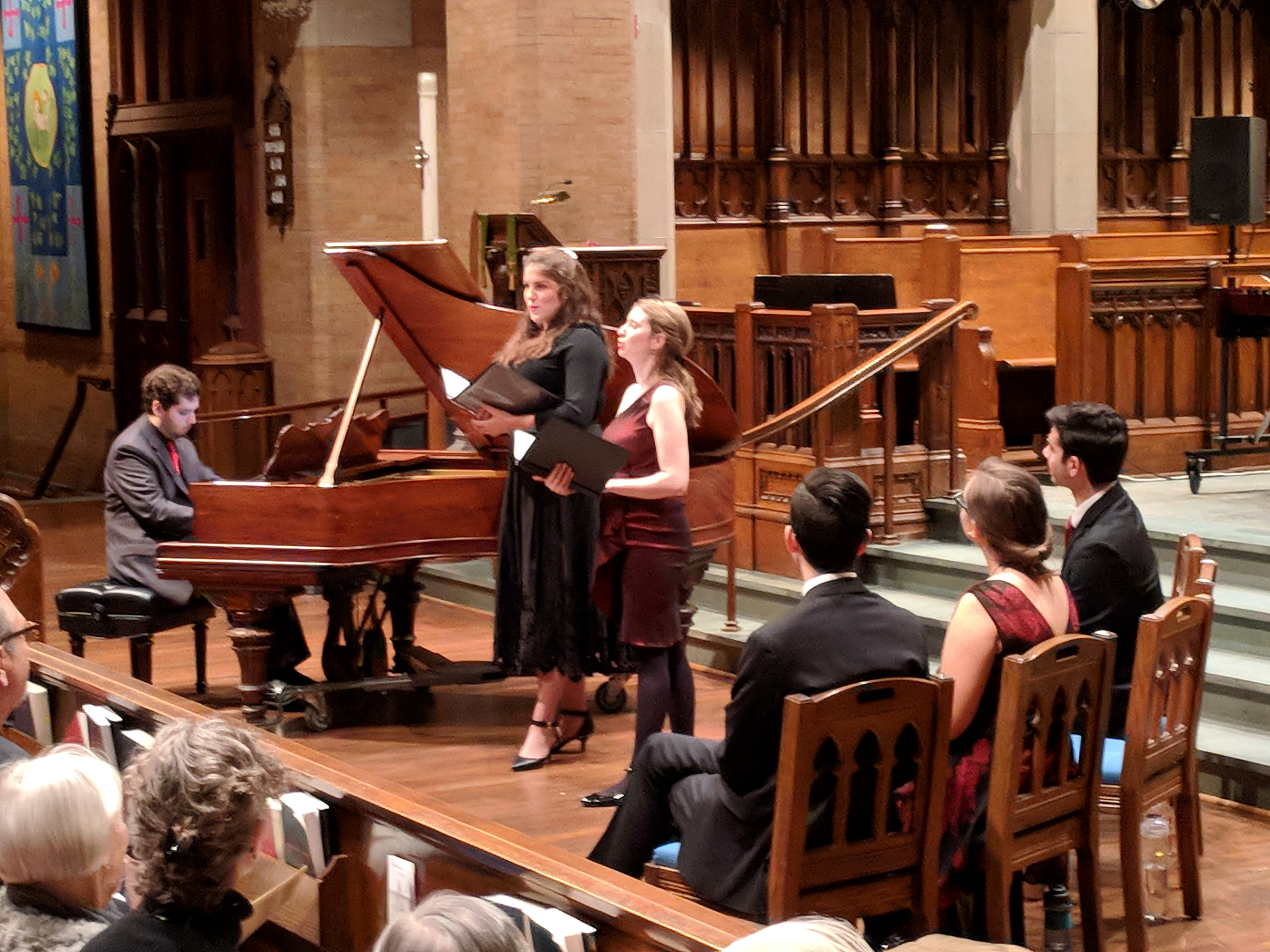
Sopranistka i alcistka wykonujące pieśń przy akompaniamencie fortepianu

Pieśń – utwór muzyczny napisany do tekstu lirycznego i przeznaczony do śpiewu. Najpowszechniejsza forma muzyczna obecna w muzyce od starożytności do czasów współczesnych. Ze względu na rodzaj środków wykonawczych wyróżnia się pieśń solową, wykonywaną zazwyczaj przy akompaniamencie instrumentów, oraz pieśń chóralną; ze względu na budowę: pieśń zwrotkową, wariacyjną oraz przekomponowaną.

## Historia
Pieśń rozwinęła się najbardziej w okresie romantyzmu. Wcześniej, w średniowieczu powstały jej podstawowe rodzaje: ballada, rondo, virelai oraz madrygał. Początkowo komponowane były na jeden głos, a pod koniec XIII wieku, za sprawą Adama de la Halle pojawiły się formy wielogłosowe. W XIV wieku pieśni na dwa, trzy i cztery głosy tworzył m.in. Guillaume de Machaut. W 2. połowie XV wieku pojawiły się nowe rodzaje: frottola, villanella, strambotto, oda, chanson oraz villancico. Zazwyczaj miały formę zwrotkową, a wykonywane były zarówno a cappella, jako utwory chóralne, jak i z towarzyszeniem instrumentów. W latach 30. XVI wieku madrygał rozwinął się, a w wieku XVII wszedł do opery. Jego przekomponowaną formę tworzyli początkowo m.in. Jakob Arcadelt, Philippe Verdelot, Costanzo Festa, a później Cypriano de Rore, Philippe de Monte, Luca Marenzio, Claudio Monteverdi, Carlo Gesualdo. Pieśni rozrywkowe rozwijały się pod nazwą canzonetty. Po okresowej recesji w baroku, pieśń powróciła w XVIII wieku, na fali zainteresowania kompozytorów muzyki poważnej fortepianem oraz kulturą ludową. Największą rolę w rozwoju pieśni w tym okresie odegrali Johann Friedrich Reichardt, Carl Friedrich Zelter, Johann Rudolf Zumsteeg oraz klasycy wiedeńscy: Joseph Haydn, Wolfgang Amadeus Mozart i Ludwig van Beethoven.
W okresie romantyzmu forma pieśni obecna była we wszystkich ośrodkach narodowych. Franz Schubert, który stworzył ponad 600 pieśni, ugruntował kompozycję wszystkich rodzajów pieśni: zwrotkowej, wariacyjnej i przekomponowanej (m.in. Piękna młynarka i Podróż zimowa). Poza nim, pieśń rozijali w Niemczech Robert Schumann (m.in. Miłość poety, Mirty, Miłość i życie kobiety), Johannes Brahms i Felix Mendelssohn-Bartholdy, na Węgrzech Ferenc Liszt, w Norwegii Edvard Grieg, we Francji Ernest Chausson, Henri Duparc i Gabriel Fauré, w Austrii Hugo Wolf, w Polsce Stanisław Moniuszko, a nieco później Władysław Żeleński, Zygmunt Noskowski, Eugeniusz Pankiewicz, w Rosji Piotr Czajkowski i Modest Musorgski. Pieśń z towarzyszeniem orkiestry komponowali m.in. Hector Berlioz („Les Nuits d'Été”), Gustav Mahler (Kindertotenlieder), Johannes Brahms („Rapsodia niespełnionej miłości”, „Pieśń triumfu”) i S. Moniuszko (kantata „Sonety krymskie” do słów Adama Mickiewicza).
W okresie symbolizmu w kompozycjach Clauda Debussy’emu i Maurica Ravela tekst pieśni, często deklamowany, stał się istotniejszym od muzyki. Arnold Schönberg i Anton Webern wprowadzili do techniki kompozytorskiej dodekafonię, której serialny wariant wykorzystywał w pieśniach Pierre Boulez. W jego kantacie „Młot bez mistrza” śpiew przybiera formę flautanda – techniki artykulacyjnej z instrumentów smyczkowych. Podobną do webernowskiej technikę sonorystyczną stosował później Henryk Mikołaj Górecki („Monologi”).

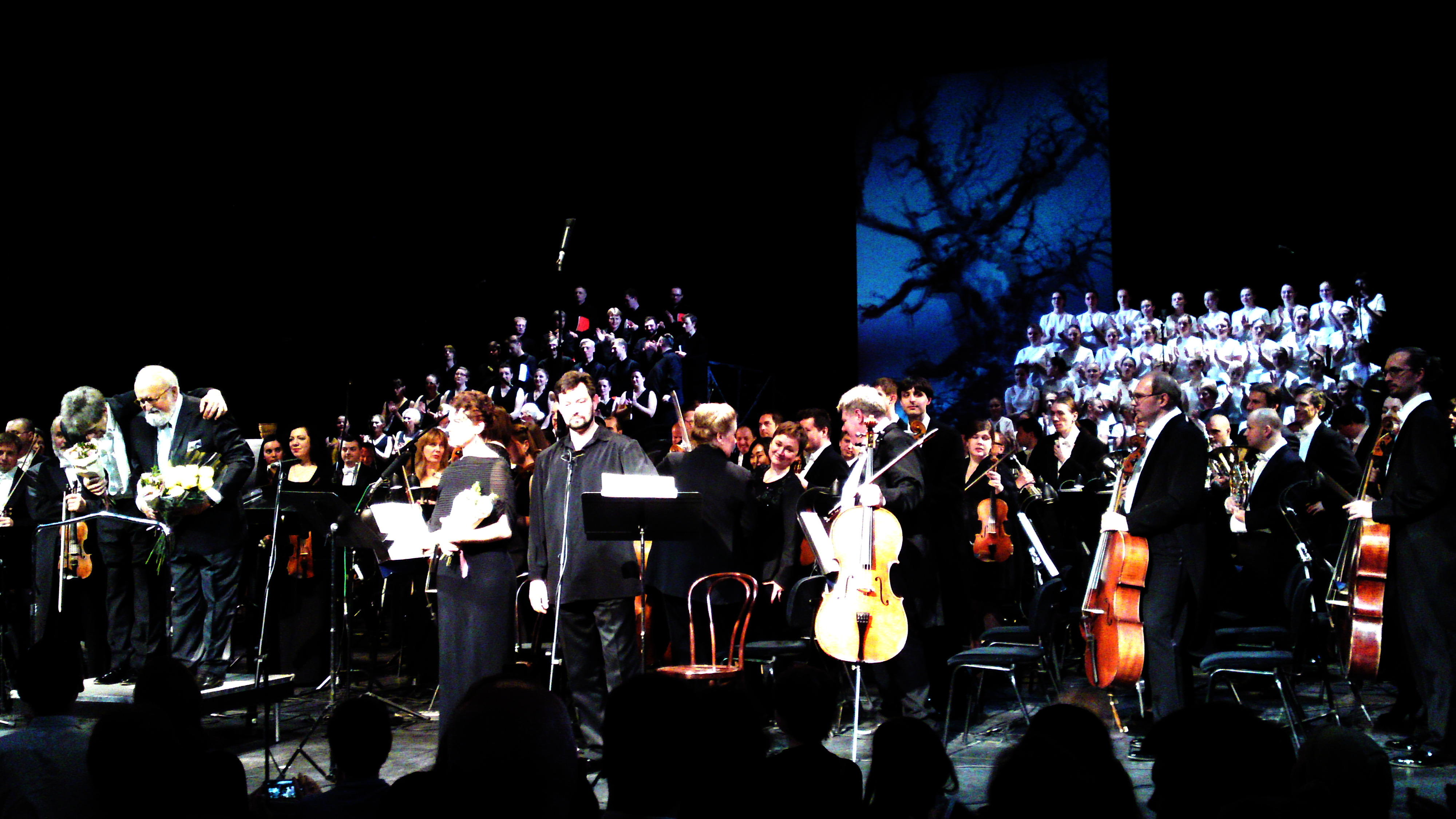
Krzysztof Penderecki, soliści oraz orkiestra moskiewskiego Teatru „Nowa Opera” podczas wykonania oratorium Pasja według św. Łukasza – pieśni wykorzystującej niekonwencjonalne środki ekspresji wokalnej

W XX wieku równolegle rozwijały się trendy nowatorskie oraz historyzujące. Wprowadzano nowe środki ekspresji, m.in. piski, syczenie, krzyki, tremola przypominające frullato z instrumentów dętych i techniki sonorystyczne, rozwijano techniki synkretyczne oraz rozszerzano instrumentarium: śpiewakom akompaniowały zespoły kameralne (np. z wiolonczelą i fortepianem, czy czelestą, harfą i fisharmonią) oraz pojedyncze, niespotykane wcześniej w takim zestawieniuinstrumenty (np. flet). Nurty historyzujące inspirowały się muzyką ludową, średniowieczem (kantylena), technikami kompozytorskimi z epoki baroku oraz charakterystycznym dla epoki romantyzmu liryzmem.